# Rosealee Hubbard
Rosealee Hubbard (* 24. März 1980 in Adelaide) ist eine ehemalige australische Bahnradsportlerin.
1997 errang Rosealee Hubbard bei UCI-Bahn-Weltmeisterschaften der Junioren Bronze im Sprint, im Jahr darauf wurde sie Junioren-Weltmeisterin in dieser Disziplin. 2002 belegte sie bei den Bahnweltmeisterschaften Rang drei im Keirin. Bei Läufen des Bahnrad-Weltcups in Sydney gewann sie 2002 und 2003 im Keirin.
Seit dem Ende ihrer Radsportlaufbahn ist Hubbard in der freien Wirtschaft tätig (Stand 2014).

## Erfolge
1997
- Junioren-Weltmeisterschaft – Sprint

1998
- Junioren-Weltmeisterin – Sprint

2002
- Weltmeisterschaft – Keirin
- Bahnrad-Weltcup in Sydney – Keirin, Teamsprint (mit Kerrie Meares und Rochelle Gilmore)

2003
- Bahnrad-Weltcup in Sydney – Keirin